# Crocidura normalis
Crocidura normalis és una espècie de mamífer eulipotifle de la família de les musaranyes (Soricidae). És endèmica de l'illa indonèsia de Sulawesi, on viu a altituds d'entre 1.400 i 2.600 msnm. L'holotip tenia una llargada de cap a gropa de 124 mm, la cua de 55 mm, les potes posteriors de 13 mm i les orelles de 8 mm. Pesava 4,9 g. Té el pelatge de color marró fosc. El seu nom específic, normalis, significa ‘normal’ en llatí. Com que fou descoberta fa poc, l'estat de conservació d'aquesta espècie encara no ha estat avaluat formalment.